# El Platanar, Oaxaca
El Platanar är en ort i Mexiko.   Den ligger i kommunen Santiago Amoltepec och delstaten Oaxaca, i den sydöstra delen av landet, 400 km sydost om huvudstaden Mexico City. El Platanar ligger 553 meter över havet och antalet invånare är 104.
Terrängen runt El Platanar är bergig åt sydost, men åt nordväst är den kuperad. El Platanar ligger nere i en dal. Runt El Platanar är det ganska glesbefolkat, med 43 invånare per kvadratkilometer. Närmaste större samhälle är Pueblo Viejo, 2,1 km nordost om El Platanar. I omgivningarna runt El Platanar växer huvudsakligen savannskog.